# Santo Niño Jesús Doctor de los Enfermos
Santo Niño Jesús Doctor de los Enfermos es una escultura del Niño Jesús que se encuentra en la capilla atrás del altar mayor de su santuario en Tepeaca, Puebla. Esa imagen fue traída por unas monjas de la orden de las Josefinas, en la que destaca la Reverenda Madre María del Carmen Barrios Báez. Dicha imagen mide aproximadamente 12 cm de altura, y todos los domingos le ofrendan a éste innumerables arreglos florales y juguetes. En el zócalo de Tepeaca, una estatua de la Hermana Carmen lo muestra cargando al Niño en brazos, manteniendo su vínculo inquebrantable.

## Historia
En 1942 el gobierno municipal de Tepeaca acondicionó un edificio anexo al palacio municipal para convertirlo en el hospital municipal, dicho funcionario solicito a la congregación Josefina a cuatro religiosas en calidad de enfermeras para la atención de dicho hospital, lo cual la congregación aceptó. 

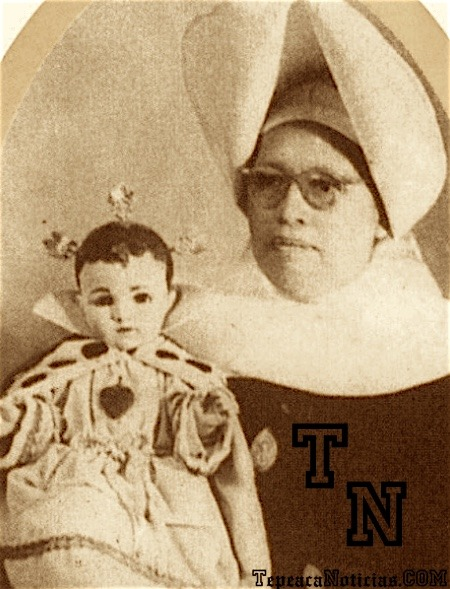
La hermana María del Carmen Barrios sosteniendo al Niño Doctor en sus brazos.

El 5 de mayo de 1942, se inauguró el Hospital Civil Municipal de Tepeaca, con la presencia del presidente Manuel Ávila Camacho. La escultura fue llevada por la hermana María del Carmen Barrios Báez.Se dice que la imagen fue regalada a la religiosa por sus padres, quien a su vez lo consiguieron en Cuba. 
Posteriormente, la escultura fue llevada a la casa de la tepeaquesa Trinidad Flores Fuentes. Tras el fallecimiento de María del Carmen Barrios Báez en 1963, fue llevada a la parroquia de San Francisco de Asís.
Anteriormente la imagen se llamaba Niño del Hospital pero a través del transcurso de los años se dejo de llamarse así, recibiendo su actual nombre.
El 30 de abril, Día del Niño, es su día de fiesta, que fue impulsada por Raymundo Fortiz. El 30 de abril del 2011 el párroco Salomón Mora llevó a cabo una serie de reformas a la iglesia a través de donaciones y la figura fue colocada en el altar mayor, en 2015 el arzobispo de Puebla elevó a la categoría de Santuario la parroquia.
El 19 de abril de 2019 (Viernes Santo) por primera vez procesionó en la XXVII procesión de Viernes Santo de la Ciudad de Puebla con su presencia.

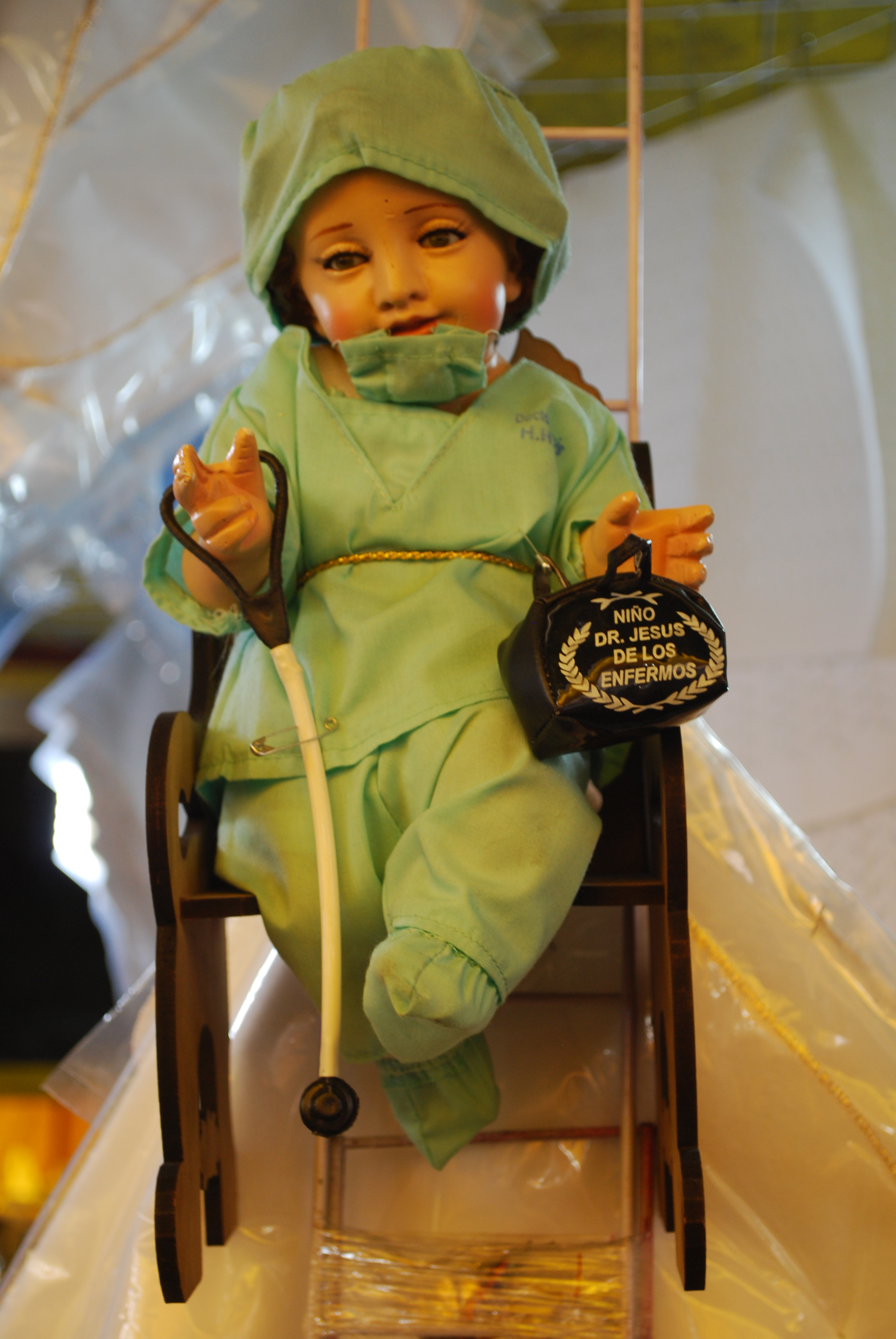
Un ejemplo de imágenes que pueden adquirir los fieles del Niño Doctor.